# Raku

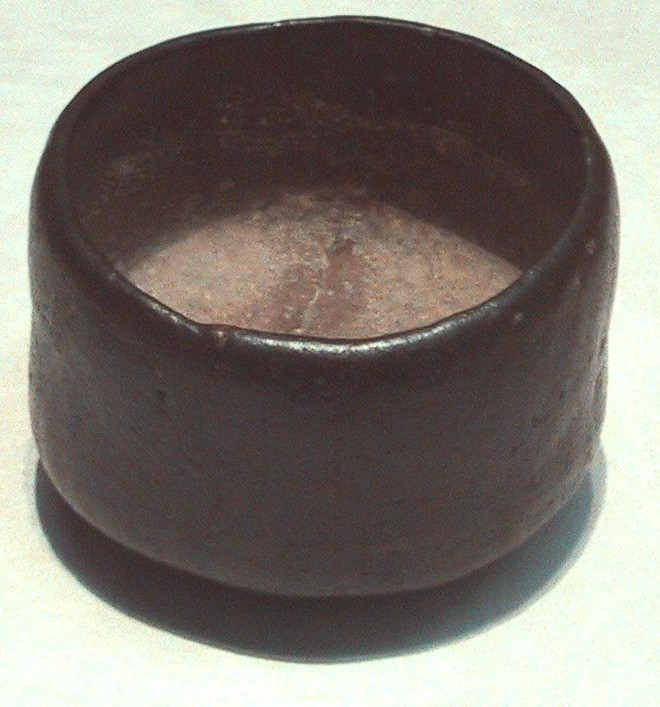
Uma peça do século XVI feita em raku, usada para beber chá, atualmente no Museu Nacional de Tóquio

Raku é uma técnica/forma de cozedura e pós cozedura de peças cerâmicas que envolve uma posterior "queima" das peças. Estas saindo do forno incandescentes (cerca de 1200 °C no máximo) são envolvidas em baldes cheios de serradura e automaticamente ardem e queimam. Caso a peça seja previamente vidrada, o resultado normalmente é um brilho muito característico e quase exclusivo do raku. Caso contrário, se a peça não estiver vidrada, depois de sair do serradura pode-se observar que fica completamente negra.
Esta é uma técnica com muitos anos e vinda do oriente mas já é usada há muito por artistas ocidentais (ex: João Carqueijeiro) e de todo o mundo.